# Radmila Petanović

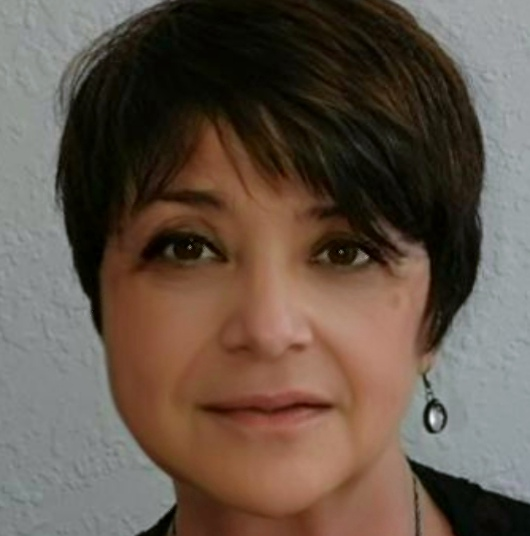
Radmila Petanović (2018)

Radmila Petanović (* 1950 in Gornji Milanovac, Jugoslawien) ist eine serbische Biologin, die sich hauptsächlich mit Milben beschäftigt.

## Leben
Radmila Petanović studierte Biologie an der Universität Belgrad, wo sie 1985 mit einer Dissertation über Milben promovierte. An der entomologischen Abteilung der Landwirtschaftsfakultät der Universität Belgrad wurde sie 1987 Assistenzprofessorin, 1993 außerordentliche Professorin und 1998 ordentliche Professorin. Bei einem Forschungsaufenthalt an der Universität Bari 1992 setzte sie Rasterelektronenmikroskopie zur Untersuchung von Milben ein. Sie ist Erstbeschreiberin mehrerer Arten von Gallmilben.
Der Serbischen Akademie der Wissenschaften und Künste gehört sie seit 2012 als korrespondierendes Mitglied und seit 2018 als ordentliches Mitglied an.

## Veröffentlichungen (Auswahl)

### Bücher
- (mit Kosta Dobrivojević): Osnovi akarologije (Grundlagen der Akarologie), Belgrad 1982
- Taksonomska studija eriofidnih grinja (Acarida: Eriophyoidea) štetočina biljaka u Jugoslaviji (Taxonomische Untersuchung von Gallmilben (Acarida: Eriophyoidea) als Pflanzenschädlinge in Jugoslawien), 1988, ISBN 86-23-47008-7
- (mit Slađan Stanković): Catalog of the Eriophyoidea (Acari: Prostigmata) of Serbia and Montenegro, Belgrad 1989 (Sonderausgabe der Acta entomologica Serbica)
- Štetne grinje ukrasnih biljaka. Atlas (An Zierpflanzen als Schädlinge auftretende Milben. Atlas), 2004, ISBN 86-84757-02-5

### Artikel
- Two new species of eriophyid mites (Acarida: Eriophyoidea ) on Leafy spurges (Euphorbia L.) from Yugoslavia = Dve nove vrste eriofida (Acarida: Eriophyoidea) na mlečikama (Euphorbia L.) iz Jugoslavije, in: Glasnik Prirodnjačkog muzeja u Beogradu (ISSN 0373-2134), Jg. 46.1991, S. 121–129
- Three new species of eriophyoid mites (Acari: Eriophyoidea) from Serbia with the notes on new taxa for the fauna of Yugoslavia, in: Acta entomologica serbica (ISSN 0354-9410), Jg. 4.1999, S. 127–137
- (mit Malgorzata Kielkiewicz): Plant–eriophyoid mite interactions: cellular biochemistry and metabolic responses induced in mite-injured plants, in: Edward A. Ueckermann (Hrsg.), Eriophyoid Mites: Progress and Prognoses, 2010, ISBN 978-90-481-9561-9, S. 61–91 (abstract)